# Особое присутствие Правительствующего сената
Особое присутствие Правительствующего сената — судебный орган для рассмотрения государственных преступлений в Российской империи.

## История
Особое присутствие Правительствующего сената было учреждено 7 июня 1872 года в связи с недовольством императора уголовными судами, проводившими политические процессы недостаточно жёстко, в соответствии с новыми уставами, предусмотренными судебной реформой 1864 года, в частности, приговором Петербургской судебной палаты по процессу нечаевцев. Состояло из шестерых сенаторов (председателя — первоприсутствующего и пятерых членов), а также троих сословных представителей (предводителя дворянства, городского головы и волостного старшины).
В ОППС производились все наиболее крупные политические процессы 1870—1880-х годов, в частности, «процесс ста девяноста трёх», «процесс пятидесяти», процессы Южнороссийского союза рабочих и другие. После закона 9 августа 1878 года «О временном подчинении дел о государственных преступлениях и некоторых преступлениях против должностных лиц в ведение военного суда, установленного для военного времени» деятельность ОППС сократилась; она вновь оживилась в период революции 1905—1907 годов. ОППС рассматривало дело убийцы Ивана Каляева, социал-демократической фракции Государственной думы и другие дела.
Особое присутствие было ликвидировано вскоре после Февральской революции.